# مارسلو تروبیانی
مارسلو تروبیانی (انگلیسی: Marcelo Trobbiani؛ زادهٔ ۱۷ فوریهٔ ۱۹۵۵) بازیکن فوتبال اهل آرژانتین است.
از باشگاه‌هایی که در آن بازی کرده‌است می‌توان به باشگاه ورزشی بارسلونا، باشگاه فوتبال بوکا جونیورز، باشگاه فوتبال استودیانتس، باشگاه فوتبال رئال ساراگوسا، و باشگاه فوتبال الچه اشاره کرد.
وی همچنین در تیم ملی فوتبال آرژانتین بازی کرده‌است.